# Japan-chin
Japan-chin, zvaný též japonský chin, japončík nebo japan, je malé společenské plemeno psů.

## Historie a původ
Na základě starých dokumentů se předpokládá, že předkové japan-china byli v roce 732 dovezeni k japonskému dvoru jako dar od vládců Koreje (v období dynastie Silla [377–935]). V průběhu následujících 100 let bylo do Japonska zřejmě dovezeno mnoho dalších japan-chinů. Historické záznamy také ukazují, že poslové vysílaní do Číny (za vlády dynastie Tung (618–910)) a Severní Koreje (za vlády dynastie Po H´ai (698–926) přiváželi zpět psíky tohoto plemene. Během vlády šóguna Cunajoši Tokugawy (1680–1709) bylo plemeno chováno jako palácový psík v paláci v Edu.
V roce 1613 britský kapitán Searles přivezl japan-china do Anglie a v roce 1853 jich několik přivezl do USA kapitán Perry, a z nich byli dva darováni anglické královně Viktorii.
Od roku 1868 byl japan-chin oblíben jako domácí psíček dámami z vyšších tříd, a v současné době je velmi rozšířen jako společenské plemeno.

## Celkový vzhled
Malý pes se širokým obličejem, s elegantním a půvabným tělem, pokrytým bohatou srstí. Ocas je bohatě osrstěný a nesen přetočen přes záď.